# Łagiewniki (gmina w województwie łódzkim)
Łagiewniki – dawna gmina wiejska istniejąca do 1946 roku w woj. łódzkim. Siedzibą władz gminy były Łagiewniki (obecnie część dzielnicy Bałuty w Łodzi).

## 1867–1939
Za Królestwa Polskiego gmina Łagiewniki należała do powiatu łodzińskigo (łódzkiego) w guberni piotrkowskiej.
W okresie międzywojennym gmina Łagiewniki należała do powiatu łódzkiego w woj. łódzkim. Obejmowała miejscowości: Chełmy (kolonia), Krogulec (osada), Krzywie (folwark i wieś), Łagiewniki (folwark), Łagiewniki (klasztor), Łagiewniki A (folwark) Łagiewniki Małe (wieś), Łagiewniki Nowe (wieś), Łagiewniki Poklasztorne (wieś), Łagiewniki Stare (wieś), Modrzew (wieś), Rudunki (folwark i (wieś), Skotniki (kolonia, wieś i osada młynarska) i Zegrzanki (wieś i osada fabryczna).
1 września 1933 gminę Łagiewniki podzielono na 10 gromad (sołectw).
- Chełmy – kolonia Chełmy;
- Krzywie – wieś, folwark i osada Krzywie, osada Krogulec;
- Łagiewniki Małe – wieś Łagiewniki Małe;
- Łagiewniki Klasztor – klasztor Łagiewniki, folwark i osada Łagiewniki oraz folwark Łagiewniki A Las;
- Łagiewniki Nowe – wieś Łagiewniki Nowe i wieś Łagiewniki Poklasztorne;
- Łagiewniki Stare – wieś Łagiewniki Stare, wieś i osada młynarska Skotniki;
- Modrzew – wieś Modrzew;
- Rudunki – wieś i folwark Rudunki;
- Skotniki – kolonia Skotniki;
- Zegrzanki – wieś, osada i parcelacja Zegrzanki.

## 1939–1944
Po wybuchu II wojny światowej, gminę włączono do III Rzeszy. 1 stycznia 1940 Łodzi (odtąd Litzmannstadt) nadano uprawnienia miasta wydzielonego. Tego samego dnia Niemcy wcielili w granice miasta rozległe tereny przyległe, o powierzchni kilkakrotnie większej od dotychczasowej Łodzi (m.in. miasto Ruda Pabianicka, Brus, Radogoszcz, Łagiewniki, Nowosolną, Wiskitno, Chojny i inne).

## PRL
Po zajęciu Łodzi przez wojska sowieckie 19 stycznia 1945, rządy w Łodzi przejęła polska administracja. Ponieważ nowe władze państwowe nie uznały zmian
administracyjnych wprowadzonych przez okupanta niemieckiego, przywrócono granice miasta z sierpnia 1939. Doprowadziło to do paradoksalnej sytuacji, kiedy to miejscowości włączone przez Niemców w granice Łodzi odzyskały swój samodzielny byt, a co z kolei uniemożliwiało szybkie porządkowanie spraw miasta po wyzwoleniu spod okupacji niemieckiej.
Ponieważ już wcześniej, 10 września 1944, Łódź zaliczono do województw  miejskich wywarło to niewątpliwie duży wpływ na decyzję rządu o powrocie do miasta większości obszarów włączonych do Łodzi w 1940 podczas okupacji niemieckiej. I tak już po ponad roku, 13 lutego 1946, powrócono do zmian niemieckich, w związku z czym gmina Łagiewniki została ponownie zniesiona:
- część jej obszaru włączono do Łodzi[b]:
  - Łagiewniki, Łagiewniki A, Łagiewniki Małe, Łagiewniki Klasztor, Łagiewniki Podklasztorne i Modrzew;
- pozostałe gromady przyłączono do gminy Lućmierz w tymże powiecie:
  - Chełmy, Krzywie, Łagiewniki Nowe, Łagiewniki Stare, Rudunki, Skotniki i Zegrzanki[13].